# Азербайджанская академия труда и социальных отношений
Азербайджанская академия труда и социальных отношений (азерб. Аzərbayсаn Əmək və Sosial Münasibətlər Аkаdemiyası) — высшее учебное заведение Азербайджана.

## История
Для подготовки, переподготовки и повышения квалификации профсоюзных кадров и активистов с 1952 года в Баку создавались учебные центры профсоюзов. Они занимались повышением квалификации и переподготовкой. В 1962 году был образован Бакинский учебно-консультационный центр Высшей школы профсоюзного движения СССР.  
В 1998 году центр преобразован в филиал Академии труда и социальных отношений России. 
В 2006 году на базе филиала создана Азербайджанская академия труда и социальных отношений. 

## Общие сведения
В академии обучаются 635 студентов. Профессорско-преподавательский состав насчитывает 58 человек, в том числе 5 профессоров и докторов наук, 31 кандидат наук. 
Материально-техническая база университета позволяет проводить занятия на самом высоком уровне. Общая площадь здания академии — 12642,4 м², из них 5500 м² составляет учебная часть.
Руководство Академией осуществляет Учёный совет, возглавляемый ректором. В состав Учёного совета входит 19 человек. Срок полномочий совета — 3 года.
В университете действуют 4 кафедры — кафедра профсоюзного движения и социальных наук, кафедра математики и информационных технологий, кафедра экономики и управления, кафедра финансов и бухгалтерского учёта.
На декабрь 2023 года Академией выпущено 2006 выпускников.

## Специальности
На степень бакалавра производится обучение по следующим специальностям: 
- «Государственное и муниципальное управление»
- «Бухгалтерский учет»
- «Финансы»
- «Экономика»
- «Социальная работа»
- «Маркетинг»

Обучение осуществляется по кредитной системе.

## Факультеты
- Финансово-экономический факультет
- Факультет социальной работы